# BMW・i3
i3（アイスリー）は、ドイツの自動車メーカー・BMWが製造・販売していた電気自動車およびプラグインハイブリッドカーである。モデルコードはI01。

## 概要
BMWの電気自動車サブブランド「BMW i」の一環として発売された、同社初の量産型電気自動車である。ボディはBセグメントのハイルーフハッチバックで、駆動方式は後輪駆動。動力源は床下にリチウムイオンバッテリーを搭載した電気パワートレインが基本であるが、ガソリンエンジンを組み合わせたレンジエクステンダー仕様も設定される。
2013年の発売から2022年の販売終了まで、PHEVとして世界トップの全電気航続距離（203km、EPA基準）を有していた。

### 歴史
2000年代後半、BMWのCEOであったノルベルト・ライトホーファーが、シニアエンジニアのウルリッヒ・クランツに対し、モビリティを専門とする新しいシンクタンクの立ち上げを命じていた。グループの使命は、スポーツカーと巨大都市の移動手段としてのクルマに主眼を置いたBMWの電動モビリティプロジェクトを、何もない状態から構築するというものであった。
2011年、i3はフランクフルトモーターショーでコンセプトカーとしてデビューし、2013年9月にはi8とともにライプツィヒで生産が開始された。
2014年から2016年までに世界で販売された電気自動車の中で、販売台数で3位にランクインし、2020年10月には生産台数が20万台に達した。
i3はワールド・カー・オブ・ザ・イヤーを2回受賞したほか、「2014ワールド・グリーン・カー・オブ・ザ・イヤー」ならびに「2014ワールド・カー・デザイン・オブ・ザ・イヤー」にも選出された。さらに、iFプロダクトデザイン金賞を受賞し、第1回UKカー・オブ・ザ・イヤーでは、「UKカー・オブ・ザ・イヤー2014」と「ベスト・スーパーミニ・オブ・ザ・2014」の双方を受賞した。
日本では「ベネッセコーポレーション」の幼児向け通信教育教材「こどもちゃれんじ」のイメージキャラクターしまじろうがモチーフの「しまじろうカーⅢ」が本車をベースにしている。

## メカニズム

### ボディ
ボディタイプはBセグメントの5ドアハッチバックで、軽量化を目的に、車体の大部分に炭素繊維強化樹脂（CFRP）を採用している。
前方に内燃機関がないことを利用して、スポーツライクな外観を持つ「クリーンシート・デザイン」を与えられた。また「持続可能性」というコンセプトを具体化すべく、シート素材はペットボトルなどのリサイクル材を100％使用し、インパネにはユーカリの木材、ダッシュボードには天然のケナフ麻の繊維が採用された。さらに、オプションのシートレザーにはオリーブの葉のエキスでなめしたものを、ダッシュボードトリムにはヨーロッパで認証栽培された木材を使用するなど、環境への配慮も重視されている。

### パワートレイン
最高出力125kW（170hp）／最大トルク250Nmを発揮するモーターや、制御系などのパワートレインは、後輪の車軸上にまとめて搭載された。BMWの身上である前50：後50の重量配分を貫くため、このような設計となっている。この構造は低重心化にもつながり、操縦性能の向上にも寄与しているという。0 - 100 km/h加速は7.2秒。
バッテリーは当初、22 kWh（60 Ah）を搭載。2016年からは33 kWh（94 Ah）に大容量化された。充電はフロントフードを開けて行い、32 A対応電源ではAC急速充電で80 %まで3時間、50 kWのDC充電では30分未満、普通充電では満充電まで8時間を要する。
発電用エンジンを持つレンジエクステンダー仕様では、台湾・キムコ製の647 cc 直列2気筒DOHCエンジンを搭載する。ガソリンタンクの容量は9 Lで、燃費は19 km/L（WLTCモード）。
運転操作では、アクセルペダルの操作のみで速度調節が可能な「ワンペダルドライビング」を採用している。ドライバーがアクセルペダルを離すと車両の運動エネルギーがドライブトレインによって回生され、バッテリーが充電される。これにより、車速が低下する構造となっている。

## 沿革
- 2013年7月30日、発表。欧州市場では同年11月に発売[16]。
- 2014年4月、日本市場で発売[17]。
- 2022年6月30日、最終仕様「ホームラン・エディション」の10台がラインオフし生産終了。総生産台数は約25万台であった[18]。

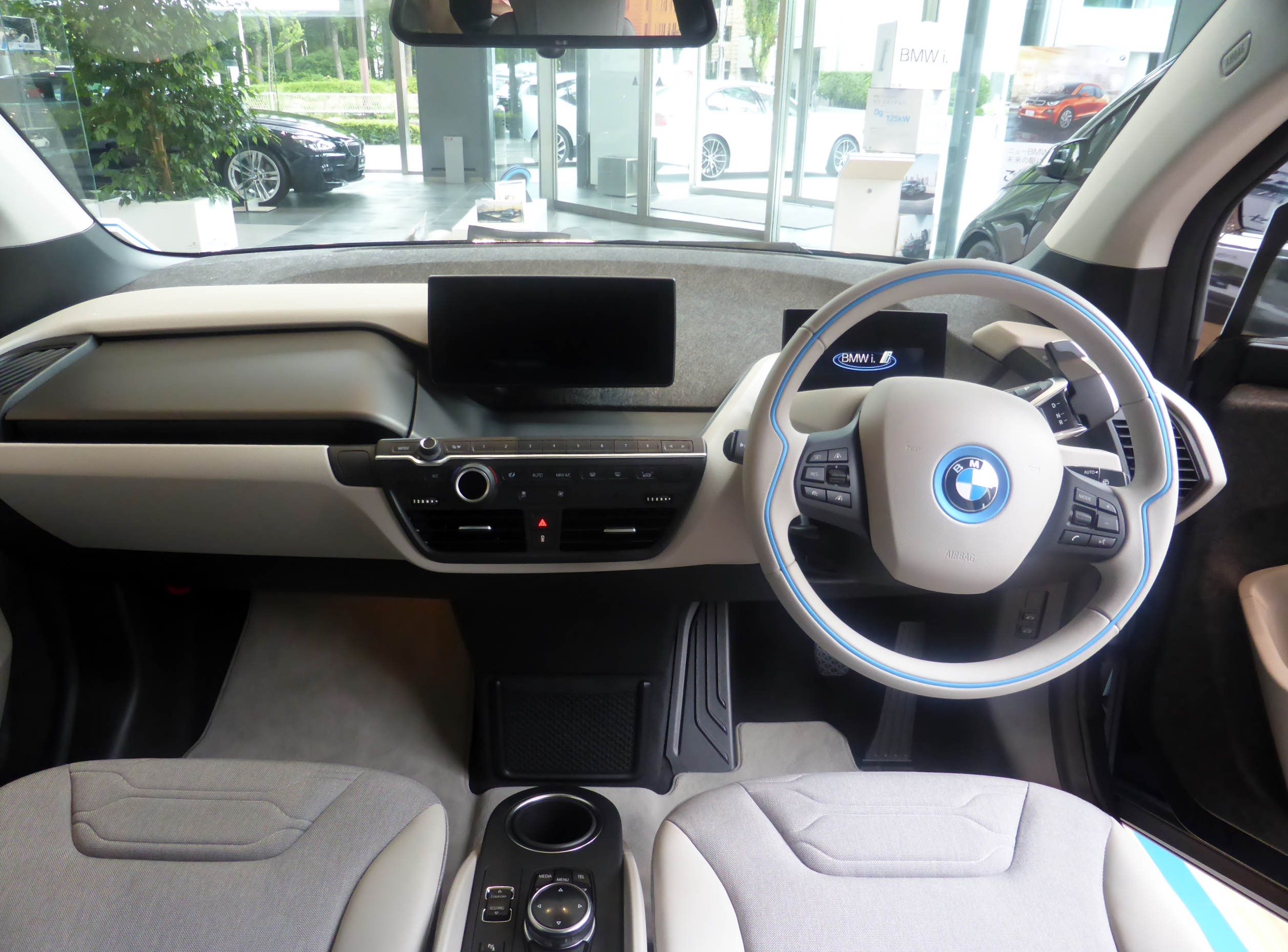
インテリア
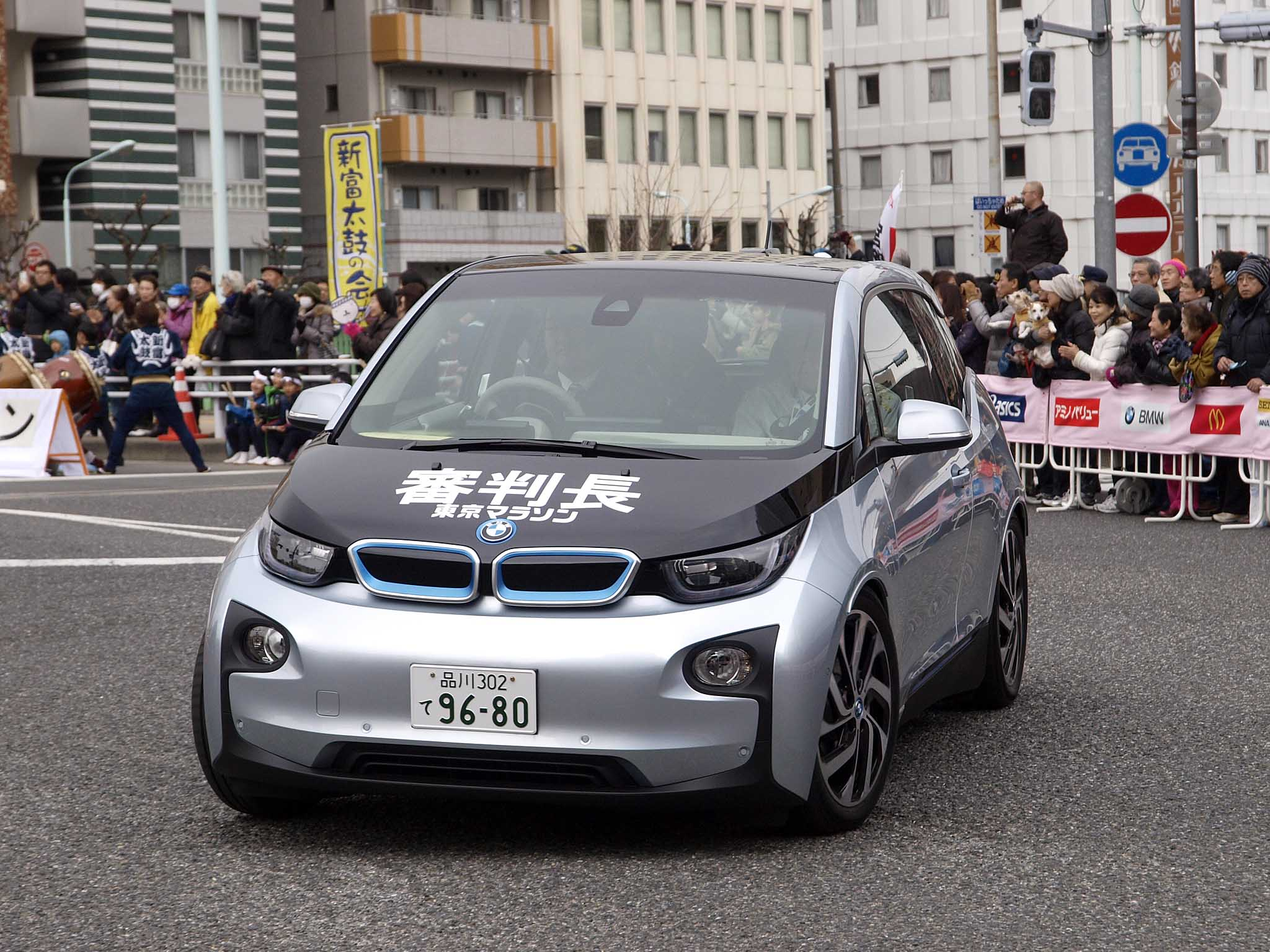
東京マラソン2014 フルマラソン審判長車
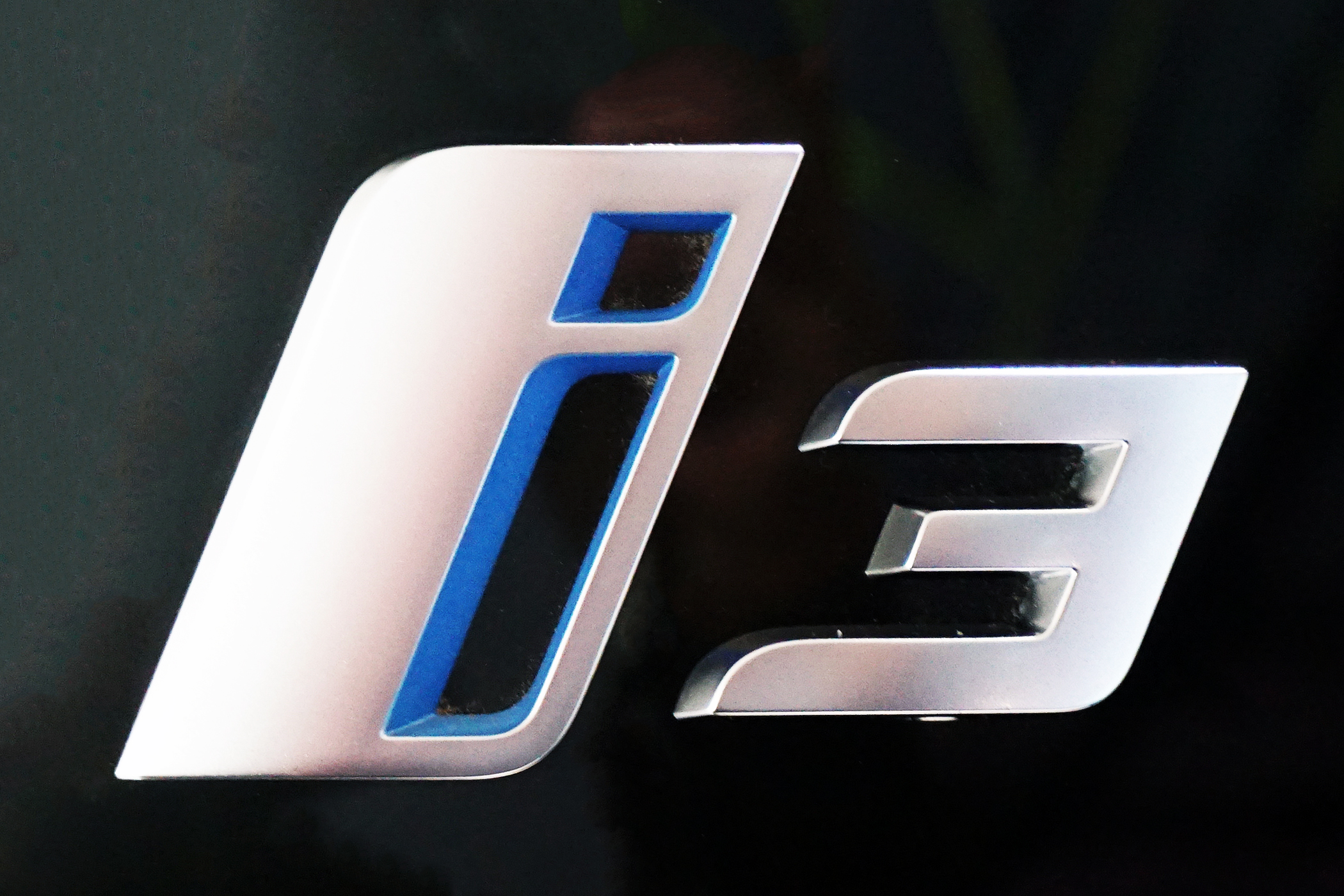
ロゴ